# 宮川長哉
宮川 長哉（みやがわ ちょうや、生没年不詳）とは、江戸時代にいたとされる浮世絵師。

## 来歴
鎌倉国宝館所蔵の「縁先美人図」（紙本着色）に捺された朱文方印が「宮川長哉」と読まれ、これによりこの絵の作者は「宮川長哉」とされてきたが、「哉」とはじつは「春」の字の誤読であり、すなわち本来は「宮川長春」と読むべきであると指摘されている。落款は無い。「縁先美人図」は左手に煙管を持った女性が建物の縁先に腰掛けて休息しているところを描いたもので、享保の頃の作とされる。その描写は、衣類に描かれる模様などに確かな技量が窺えると評されている。女性は画面に向かって右を向き、長春の「遊女聞香図」などに見られる左を向いている女性とは逆向きの構図である。容貌、髪型などは長春の享保期の作品「屏風の影」や同門の宮川長亀の「二人の遊女と禿」に描かれている遊女に似る。